# Jennifer (pel·lícula de 1978)
Jennifer és una pel·lícula de terror sobrenatural estatunidenca del 1978 dirigida per Brice Mack, protagonitzada per Lisa Pelikan, Bert Convy, Wesley Eure, Nina Foch i John Gavin. La seva trama segueix una dona jove que, ostracitzada pels seus companys en un internat d'elit, protagonitza una venjança violenta mitjançant la seva habilitat psicocinètica per controlar les serps.

## Trama
Jennifer Baylor és una jove pobre de Virgínia de l'Oest que posseeix un poder sobrenatural sobre les serps, una capacitat per controlar-les i comunicar-se amb elles. Ella i el seu pare, Luke, van abandonar casa seva en desgràcia, perquè quan Jennifer tenia 7 anys, unes serps que havia estat manipulant van matar el fill del predicador de la ciutat. Es va negar a manejar les serps mai més, tot i que Luke ara regenta una botiga d'animals a Califòrnia i sovint l'anima a tornar a utilitzar el seu poder. Luke és discapacitat mental i obsessionat amb la Bíblia, incapaç de fer els àpats per ell mateix sense cremar-los, i confia en Jennifer per cuidar-lo.
Jennifer estudia amb una beca a l'elit Green View School, on és una marginada entre els seus companys rics, tots ells de famílies destacades, i que estan protegits en gran part per la directora de l'escola, la imperiosa i addicta a les píndoles, la Sra. Calley. Els seus únics amics reals són l'encarregada del menjador de l'escola, la Martha, amb qui Jennifer treballa per ajudar a complementar la seva matrícula, i el professor Jeff Reed, l'únic professor que veu la corrupció a l'escola tal com és realment. Jennifer es converteix en un objectiu inconscient per a Sandra Tremayne, una assetjadora titulada, quan Jennifer exposa que Sandra va robar les respostes a un examen. Sandra evadeix les conseqüències legítimes quan el seu pare, un senador dels Estats Units, fa una gran donació a l'escola, però Jennifer no deixa de ser objecte de nombroses bromes i assetjament per part de Sandra i els seus amics. La Sandra espera que el seu turment porti a la Jennifer a abandonar l'escola. Aviat, Jane, una estudiant amb sobrepès al marge del grup social de Sandra, protesta per l'excessiva crueltat de la Sandra cap a Jennifer, arriscant la seva aliança amb la Sandra.
Una tarda, quan Jennifer acaba la seva feina a la cafeteria, es dutxa al vestidor buit del gimnàs. En sortir de la dutxa, descobreix que la Sandra i els seus amics li han robat la roba i les pertinences i les han penjat a les canonades de la sala de billar. Quan la Jennifer puja una escala per recuperar-los, el xicot de la Sandra, Dayton, la sobresalta fent-li fotografies amb una càmera de flaix, fent-la caure nua a la piscina. Posteriorment, Dayton acorrala Jane en un ascensor i, conscient del fet que Jane se sent atreta per ell, la viola.
Un temps després, Jennifer s'horroritza al descobrir que la Sandra ha comprat un estimat gatet a la botiga d'animals del pare de Jennifer, l'ha matat i l'ha penjat dins de l'armari de la Jennifer. Aquella nit, Jennifer finalment decideix tornar a exercir el seu poder sobre les serps, invocant-les a la botiga d'animals. Segueix un canvi notable en la seva personalitat, i s'enfronta fredament a Jane sobre l'assassinat del gatet de Sandra. Jane accepta una aliança amb Jennifer, buscant represàlies contra Dayton.
Com a culminació de la seva atormentada Jennifer, la Sandra i els seus amics escenifiquen un segrest en el qual segresten la Jennifer de casa seva enmig de la nit. Una Jane reticent es veu embolicada en el pla i observa com Dayton col·loca Jennifer, lligada i amordassada, al maleter del cotxe de la Sandra. Amb Dayton i els seus altres amics seguint darrere, Sandra condueix a un aparcament buit. Al terrat, treuen Jennifer del maleter i la turmenten conduint els seus cotxes en cercles al seu voltant. Sense que ells s'assabentin, Jennifer invoca una multitud de serps de diferents mides que descendeixen a l'escena, atacant a tots els seus turmentadors estrangulant-los i mossegant-los. Dayton és llançat de l'aparcament fins a la seva mort, i la Sandra intenta fugir amb el seu cotxe. Tanmateix, Jennifer manifesta una serp gegant que fa que xoqui el vehicle i mori en un incendi.
Més tard al seu despatx, la Sra. Calley amenaça i culpa Jennifer pel misteriós esdeveniment, que ha deixat sis estudiants de Green View hospitalitzats, però no hi ha proves que demostrin la culpabilitat de Jennifer, i els testimonis no tenen memòria del que va passar. Després d'acomiadar Jennifer, la Sra. Calley és atacada i assassinada per una serp. La Jennifer i la Jane senten els seus crits quan surten de l'escola, i totes dues responen rient.

## Repartiment
- Lisa Pelikan com a Jennifer Baylor
- Bert Convy as Jeff Reed
- Nina Foch com a Sra. Calley
- Amy Johnston com a Sandra Tremayne
- John Gavin com el senador Tremayne
- Jeff Corey as Luke Baylor
- Louise Hoven com a Jane Delano
- Ray Underwood com Dayton Powell
- Wesley Eure as Pete Lassiter
- Florida Friebus as Miss Tooker
- Georganne La Piere com a Deedee Martin
- Lillian Randolph com a Martha
- Domingo Ambriz com a José

## Producció
La fotografia principal de Jennifer va començar el 21 de novembre de 1977 a Los Angeles, Califòrnia.

## Estrena
Jennifer es va estrenar als cinemes el 21 d'abril de 1978. Posteriorment es va estrenar a Nova York el 13 de maig de 1978, i la seva estrena a Los Angeles el 13 de setembre de 1978. També fou exhibida al XII Festival Internacional de Cinema Fantàstic i de Terror de Sitges de 1979, on Lisa Pelikan va guanyar el premi a la millor actriu.

### Resposta crítica
Janet Maslin de The New York Times va escriure que "tot en consideració, Jennifer podria ser molt pitjor", i va assenyalar que "mentre que la senyoreta Pelikan no és Sissy Spacek de lluny., té una mirada adequadament esgarrifosa als ulls". TV Guide anomenat pel·lícula una "copia descarada de Carrie".
Bob Keaton de Fort Lauderdale News també va assenyalar les similituds de la pel·lícula amb Carrie, però va elogiar l'actuació de Pelikan com a "excel·lent. Sens dubte és una estrella en ascens"."

### Mitjans domèstics
La pel·lícula va ser llançada en DVD i Blu-ray per Kino Lorber el 14 d'octubre de 2014.